# Luke Johnson
Luke Johnson, född 19 september 1994, är en amerikansk professionell ishockeyforward.
Johnson tillhör Minnesota Wild i NHL och spelar för deras farmarlag Iowa Wild i AHL.
Han har tidigare spelat på NHL-nivå för Chicago Blackhawks och på lägre nivåer för Rockford Icehogs i AHL, North Dakota Fighting Hawks (University of North Dakota) i NCAA och Lincoln Stars i USHL.
Johnson draftades i femte rundan i 2013 års draft av Chicago Blackhawks som 134:e spelare totalt.

## Privatliv
Luke Johnson är kusin till ishockeybacken Paul LaDue som spelar för Los Angeles Kings i NHL.

## Statistik
| Källa: Uppdaterad: 2020-01-06 | Källa: Uppdaterad: 2020-01-06 | Källa: Uppdaterad: 2020-01-06 |         | Grundserie | Grundserie | Grundserie | Grundserie | Grundserie |     | Slutspel | Slutspel | Slutspel | Slutspel | Slutspel |
| Säsong                        | Lag                           | Liga                          | Matcher | Mål        | Assists    | Poäng      | Utv        | Matcher    | Mål | Assists  | Poäng    | Utv      |          |          |
| ----------------------------- | ----------------------------- | ----------------------------- | ------- | ---------- | ---------- | ---------- | ---------- | ---------- | --- | -------- | -------- | -------- | -------- | -------- |
| 2008–2009                     | Red River Roughriders         |                               | 27      | 9          | 17         | 26         | 4          | —          | —   | —        | —        | —        |          |          |
| 2009–2010                     | Grand Forks Central Knights   |                               | 27      | 17         | 29         | 46         | 30         | —          | —   | —        | —        | —        |          |          |
| 2010–2011                     | Grand Forks Central Knights   |                               | 25      | 17         | 25         | 42         | 43         | —          | —   | —        | —        | —        |          |          |
| 2011–2012                     | Lincoln Stars                 | USHL                          | 55      | 20         | 35         | 55         | 52         | 8          | 1   | 1        | 2        | 2        |          |          |
| 2012–2013                     | Lincoln Stars                 | USHL                          | 57      | 19         | 27         | 46         | 32         | 5          | 0   | 0        | 0        | 0        |          |          |
| 2013–2014                     | North Dakota Fighting Hawks   | NCAA                          | 42      | 8          | 13         | 21         | 26         | —          | —   | —        | —        | —        |          |          |
| 2014–2015                     | North Dakota Fighting Hawks   | NCAA                          | 42      | 11         | 13         | 24         | 54         | —          | —   | —        | —        | —        |          |          |
| 2015–2016                     | North Dakota Fighting Hawks   | NCAA                          | 43      | 11         | 10         | 21         | 45         | —          | —   | —        | —        | —        |          |          |
| 2016–2017                     | Rockford Icehogs              | AHL                           | 73      | 8          | 9          | 17         | 31         | —          | —   | —        | —        | —        |          |          |
| 2017–2018                     | Rockford Icehogs              | AHL                           | 73      | 13         | 17         | 30         | 62         | 13         | 4   | 4        | 8        | 6        |          |          |
| 2018–2019                     | Chicago Blackhawks            | NHL                           | 15      | 0          | 1          | 1          | 8          | —          | —   | —        | —        | —        |          |          |
|                               | Rockford Icehogs              | AHL                           | 53      | 18         | 13         | 31         | 34         | —          | —   | —        | —        | —        |          |          |
| 2019–2020                     | Minnesota Wild                | NHL                           | 3       | 0          | 0          | 0          | 0          | —          | —   | —        | —        | —        |          |          |
|                               | Iowa Wild                     | AHL                           | 15      | 7          | 5          | 12         | 23         | —          | —   | —        | —        | —        |          |          |
| NHL totalt                    | NHL totalt                    | NHL totalt                    | 18      | 0          | 1          | 1          | 8          | —          | —   | —        | —        | —        |          |          |
| AHL totalt                    | AHL totalt                    | AHL totalt                    |         | 214        | 46         | 44         | 90         | 150        |     |          |          |          |          |          |
| NCAA totalt                   | NCAA totalt                   | NCAA totalt                   | 127     | 30         | 36         | 66         | 125        | —          | —   | —        | —        | —        |          |          |
| USHL totalt                   | USHL totalt                   | USHL totalt                   | 112     | 39         | 62         | 101        | 84         | 13         | 1   | 1        | 2        | 2        |          |          |

### Internationellt
| Källa: Uppdaterad: 2018-10-05 | Källa: Uppdaterad: 2018-10-05 | Källa: Uppdaterad: 2018-10-05 |         | Utv = Utvisningsminuter | Utv = Utvisningsminuter | Utv = Utvisningsminuter | Utv = Utvisningsminuter | Utv = Utvisningsminuter |
| År                            | Lag                           | Mästerskap                    | Matcher | Mål                     | Assists                 | Poäng                   | Utv                     |                         |
| ----------------------------- | ----------------------------- | ----------------------------- | ------- | ----------------------- | ----------------------- | ----------------------- | ----------------------- | ----------------------- |
| 2011                          | USA                           | Ivan Hlinka                   | 4       | 1                       | 0                       | 1                       | 4                       |                         |
| Junior totalt                 | Junior totalt                 | Junior totalt                 | 4       | 1                       | 0                       | 1                       | 4                       |                         |